# بلاونت اسپرینگز (آلاباما)
بلاونت اسپرینگز (به انگلیسی: Blount Springs) یک منطقهٔ مسکونی در ایالات متحده آمریکا است که در شهرستان بلونت، آلاباما واقع شده‌است. بلاونت اسپرینگز ۱۳۸٫۹۹ متر بالاتر از سطح دریا واقع شده‌است.